# Rapporto portante/rumore
Nelle telecomunicazioni, il rapporto portante-rumore, spesso scritto CNR o C/N, è il rapporto segnale-rumore (SNR o S/R) di un segnale modulato . Il termine viene utilizzato per distinguere il CNR del segnale di banda passante a radiofrequenza dall'SNR di un segnale di messaggio analogico in banda base dopo la demodulazione. A differenza del S/N, che viene calcolato prima della modulazione digitalizzata, il C/N viene calcolato dopo la modulazione. I segnali modulati digitalmente sono costituiti da due forme d'onda continue chiamate portanti. Questi sono noti come segnali portanti e sono ciò che distingue i rapporti C/N digitali dai calcoli del rapporto S/N analogico. Se questa distinzione non è necessaria, spesso si utilizza il SNR al posto di CNR.
I segnali modulati digitalmente (quali ad esempio QAM o PSK) sono costituiti da due portanti CW (le componenti I e Q, che sono portanti sfasate). Infatti l'informazione (bit o simboli) è trasportata da determinate combinazioni di fase e/o ampiezza delle componenti I e Q. È per questo motivo che, nel contesto delle modulazioni digitali, i segnali modulati digitalmente vengono solitamente definiti portanti. Pertanto, per esprimere la qualità del segnale quando questo è modulato digitalmente, si preferisce il rapporto portante-rumore (CNR), invece del rapporto segnale-rumore (SNR).
Rapporti C/N elevati indicano quindi una buona qualità di ricezione, ad esempio un basso tasso di errore di bit (BER) di un segnale di messaggio digitale o un SNR elevato di un segnale di messaggio analogico.

## Definizione
Il rapporto portante-rumore è definito come il rapporto tra la potenza del segnale portante modulato ricevuto C e la potenza del rumore ricevuto N dopo i filtri del ricevitore:
{\displaystyle \mathrm {CNR} ={\frac {C}{N}}} .
Quando sia la portante che il rumore vengono misurati sulla stessa impedenza, questo rapporto può essere equivalentemente dato come:
{\displaystyle \mathrm {CNR} =\left({\frac {V_{C}}{V_{N}}}\right)^{2}} ,
Dove {\displaystyle V_{C}} E {\displaystyle V_{N}} sono i livelli di tensione efficace (RMS) rispettivamente del segnale portante e del rumore.
I rapporti C / N sono spesso specificati in decibel (dB):
{\displaystyle \mathrm {CNR_{dB}} =10\log _{10}\left({\frac {C}{N}}\right)=C_{dBm}-N_{dBm}}
o in termini di tensione:
{\displaystyle \mathrm {CNR_{dB}} =10\log _{10}\left({\frac {V_{C}}{V_{N}}}\right)^{2}=20\log _{10}\left({\frac {V_{C}}{V_{N}}}\right)}

## Misurazioni e stima
Il rapporto C/N viene misurato in modo simile al modo in cui viene misurato il rapporto segnale-rumore (S/N) ed entrambe le specifiche forniscono un'indicazione della qualità di un canale di comunicazione.
Nel teorema di Shannon-Hartley, il rapporto C/N è equivalente al rapporto S/N . Il rapporto C/N assomiglia al rapporto portante-interferenza ( C/I, CIR ) e al rapporto portante-rumore e interferenza, C/(N+I) o CNIR .
Una stima del C/N è necessaria per ottimizzare le prestazioni del ricevitore. In generale, è più semplice misurare la potenza totale rispetto al rapporto tra potenza del segnale e potenza del rumore (o densità spettrale della potenza del rumore), ed è per questo che le tecniche di stima CNR sono tempestive e importanti.

## Rapporto densità portante/rumore
Nelle telecomunicazioni satellitari, il rapporto densità portante-rumore (C/N0) è il rapporto tra la potenza portante C e la densità di potenza del rumore N0, espresso in dBHz. Quando si considera solo il ricevitore come fonte di rumore, si parla di rapporto densità di rumore portante-ricevitore .
Determina se un ricevitore può agganciarsi alla portante e se l'informazione codificata nel segnale può essere recuperata, data la quantità di rumore presente nel segnale ricevuto. Il rapporto di densità del rumore tra portante e ricevitore è solitamente espresso in dBHz.
La densità di potenza del rumore, N0= kT, è la potenza del rumore del ricevitore per hertz, che può essere scritta in termini della costante di Boltzmann k (in joule per kelvin) e della temperatura del rumore T (in kelvin).